# Ron Galella
Ronald Edward Galella (Nueva York, 10 de enero de 1931 - Montville, Nueva Jersey, 30 de abril de 2022) fue uno de los primeros paparazzi. Apodado "Paparazzo Extraordinaire" por Newsweek y "el padrino de la cultura paparazzo estadounidense" por Time y Vanity Fair, Harper's Bazaar lo considera "posiblemente el paparazzo más controvertido de todos los tiempos". Fotografió a muchos famosos y ganó notoriedad por sus enemistades con algunas de ellas, incluidas Jacqueline Onassis y Marlon Brando. A pesar de las numerosas controversias y denuncias de acoso, el trabajo de Galella fue elogiado y exhibido en galerías de arte de todo el mundo.
Durante su carrera, Galella hizo más de tres millones de fotografías de personas públicas.

## Primeros años de vida
Galella nació en el Bronx, en Nueva York, el 10 de enero de 1931, en una familia de ascendencia italiana. Su padre, Vincenzo, era un inmigrante de Muro Lucano, Basilicata, que fabricaba pianos y ataúdes; su madre, Michelina (Marinaccio), nació en Nueva Jersey, de inmigrantes de Benevento, Campania, y trabajaba como tejedora de ganchillo Sus padres discutían frecuentemente, y Ron se consolaba con un conejo, que su padre acabó cocinando. Después de graduarse de la escuela secundaria, obtuvo una beca de dos años en el Instituto Pratt en Brooklyn, pero la rechazó debido a sus deficiencias en matemáticas.
Galella fue fotógrafo de la Fuerza Aérea de los Estados Unidos desde 1951 hasta 1955, incluso durante la guerra de Corea; aprendió a reparar cámaras y fotografiaba a famosos que acudían a la base a visitar a las tropas. Terminado su servicio militar, asistió al Art Center College of Design en Los Ángeles, California, donde se graduó en fotoperiodismo en 1958.  En su tiempo libre, Galella fotografiaba a las estrellas que llegaban a los estrenos de películas y las vendía a revistas como National Enquirer y Photoplay.. 

## Carrera profesional
Ron Galella comprendió que sus ingresos complementarios haciendo fotos podían convertirse en una auténtica carrera profesional. Eran años propicios, pues la película Cleopatra, y los escándalos entre Elizabeth Taylor y Richard Burton, habían disparado la demanda de fotografías de los famosos. 
Pronto se hizo conocido por su enfoque fotográfico, retratando a personajes famosos fuera del foco de atención, desprevenidos. Solía fotografiar sosteniendo la cámara en el pecho, para mantener contacto visual directo, pero no era tanto su estilo, como sus fotografiados (y sus artimañas) lo que le convirtieron en alguien conocido. Sus fotografías aparecieron en cientos de publicaciones, incluidas Time, Harper's Bazaar, Vogue, Vanity Fair, People, Rolling Stone, The New Yorker, The New York Times, y vida; Ron Galella fue convirtiéndose en un paparazzi muy conocido. En el cuarto oscuro de su casa, Galella hizo sus propias impresiones, que se exhibieron en museos y galerías de todo el mundo, incluido el MoMA de la ciudad de Nueva York, el Museo de Arte Moderno de San Francisco, la Tate Modern en Londres, y el Museo de Fotografía de la Fundación Helmut Newton en Berlín.
En 2009, la ciudad natal de su padre, Muro Lucano, nombró a Galella ciudadano de honor. Fue el tema de un documental del 2010 de Leon Gast titulado Smash His Camera; el título de esta película es una cita de Jacqueline Kennedy Onassis dirigida a su agente de seguridad después de que Galella la persiguiera a ella y a sus hijos por Central Park, Nueva York. El documental se estrenó en el Festival de Cine de Sundance de 2010 y ganó el Gran Premio del Jurado a la Dirección en la categoría de Documental de Estados Unidos. También recibió críticas positivas en el 54.º Festival de Cine de Londres BFI antes de su emisión en la BBC.

## Polémicas

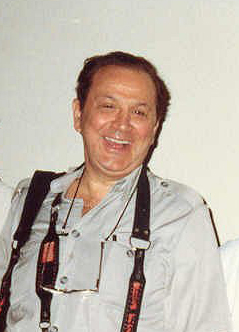
Galella en 1988

Galella era conocido por su tratamiento obsesivo de Jacqueline Onassis. La acechaba diariamente en su apartamento de la Quinta Avenida, la perseguía en los teatros y los cines, sedujo a su doncella para obtener información e incluso se disfrazó de marinero para seguirla en unas vacaciones griegas. El New York Post lo llamó "la relación celebridad-pap [arazzi] más codependiente de la historia". A los dos meses de disparar "Windswept Jackie", ella lo demandó (1972). El juez de Galella v. Onassis le impuso una orden de alejamiento. Fue declarado culpable de violar esta orden cuatro veces y el fiscal pidió para él siete años de cárcel y una multa de 120.000 dólares, aunque acabaron pactando una multa de 10.000 y dejar de fotografiar a Jackie y sus hijos. El juicio lo hizo famoso y rico, tanto como para permitirse una mansión en Nueva Jersey con una galería de fotografía, un archivo para sus más de tres millones de fotografías y un cementerio para conejos.
Las polémicas con Jacqueline Onassis fueron las más importantes, pero no las únicas.
El 12 de junio de 1973, el actor Marlon Brando golpeó a Galella afuera de un restaurante en Chinatown en la ciudad de Nueva York, rompiendo la mandíbula del fotógrafo y arrancándole cinco dientes del lado izquierdo de la boca. Galella había estado siguiendo a Brando, quien estaba acompañado por Dick Cavett, después de una grabación de The Dick Cavett Show ese mismo día. Galella contrató a los abogados Stuart Schlesinger y Alfred Julien para demandar a Brando y finalmente llegó a un acuerdo por 40.000 dólares estadounidenses. Schlesinger informó en el documental de 2010 Smash His Camera que Galella recibió dos tercios, pero solo se preocupó por transmitir el mensaje: "No quiero que nadie piense que pueden golpearme si les tomo una foto. Saca a la luz esa historia, no el dinero". La siguiente vez que Galella persiguió a Brando, llevaba puesto un casco de fútbol americano.
También perdió un diente cuando fue golpeado por los guardias de seguridad de Richard Burton. Demandó sin éxito al actor. A Elizabeth Taylor, que tendía a ser tolerante con los fotógrafos, se la escuchaba a menudo murmurar: "¡Voy a matar a Ron Galella!", aunque la actriz luego usaría sus fotografías en su biografía. Tuvo incidentes con los guardaespaldas de Elvis Presley y Brigitte Bardot; y directamente con Elaine Kaufman, propietaria de un famoso restaurante de Nueva York, que le arrojó la tapa del cubo de basura a la cabeza, y Sean Penn, quien le escupió mientras lo fotografiaba con su entonces esposa, Madonna.
A pesar de estas controversias, galerías de arte de todo el mundo han valorado su obra por su valor artístico y sociohistórico. Fue elogiado por Andy Warhol, quien dijo: "Mi idea de una buena imagen es aquella que está enfocada y de una persona famosa haciendo algo que no es famoso. Es estar en el lugar correcto en el momento equivocado. Por eso mi fotógrafo favorito es Ron Galella".  El escritor de arte Glenn O'Brien lo definió como un "brillante realista capaz de representar fielmente el mundo". Una de las imágenes de Galella que representa a Jacqueline Onassis, apodada "Windbllow Jackie", fue incluida entre "Las imágenes más influyentes de todos los tiempos" por la revista Time en 2016.

## Vida personal
Galella se casó con Betty Lou Burke en 1979. Trabajó como editora de fotos para Today Is Sunday, y posteriormente fue su socia comercial.  Permanecieron casados hasta su muerte el 9 de enero de 2017, a la edad de 68 años. Hablando de su esposa, Galella dijo: "Cuando Betty compró por primera vez mis fotos para publicarlas [...], me enamoré de su voz cálida, suave y cariñosa. La conocí en persona por primera vez, dos años después, el 10 de diciembre de 1978, en el Kennedy Center en estreno de Superman: The Movie. Con una mirada a esa hermosa chica, dije: 'Me voy a casar contigo'. Y cinco meses después, lo estábamos. Una vez casados, nos convertimos en un equipo".
Después de retirarse como paparazzi, Galella continuó como fotógrafo en destacados eventos culturales. Residió  durante sus últimos años en Montville, Nueva Jersey, y allí murió, en su casa, el 30 de abril de 2022. Sufría de insuficiencia cardíaca congestiva antes de su muerte.
- "Estrellas fugaces" (enlace roto disponible en Internet Archive; véase el historial, la primera versión y la última). (enero de 2019, Ron Galella, Ltd.)ISBN 978-0-9857519-7-5 )
- “Donald Trump the Master Builder” (enlace roto disponible en Internet Archive; véase el historial, la primera versión y la última). (agosto de 2017, Ron Galella, Ltd. )ISBN 978-0-9857519-6-8 )
- “Rock and Roll” Archivado el 19 de octubre de 2016 en Wayback Machine. (octubre de 2016, Ron Galella, Ltd. )ISBN 978-0-9857519-5-1 )
- “Sex in Fashion” Archivado el 7 de agosto de 2016 en Wayback Machine. (diciembre de 2015, Ron Galella, Ltd. )ISBN 978-0-9857519-4-4
- Las historias detrás de las imágenes Archivado el 7 de agosto de 2016 en Wayback Machine. (diciembre de 2014, Ron Galella, Ltd. )ISBN 978-0-9857519-3-7 )
- Pop, rock y danza Archivado el 7 de agosto de 2016 en Wayback Machine. (2013, Ron Galella, Ltd. )ISBN 978-0-9857519-2-0 )
- Jackie: My ObsessionJ Archivado el 7 de agosto de 2016 en Wayback Machine. (enero de 2013, Ron Galella, Ltd. )ISBN 978-0-9857519-0-6 )
- Ron Galella: Paparazzo Extraordinaire con Mathias Prinz (30 de abril de 2012, Hatje Cantz Verlag.ISBN 978-3-7757-3324-3)
- Boxeo con las estrellas (2011, Ediciones Verlhac )ISBN 978-2-916954-82-0
- El hombre en el espejo: Michael Jackson (diciembre de 2009, PowerHouse Books )ISBN 978-1-57687-535-3 )
- ¡Viva l'Italia! (mayo de 2009, Ron Galella, Ltd. – Distribuido por PowerHouse Books )ISBN 978-0-615-28678-5 )
- Sin imágenes (noviembre de 2008, PowerHouse Books )ISBN 978-1-57687-457-8 )
- Warhol por Galella: ¡Eso es genial! (mayo de 2008, Ediciones Verlhac – Montacelli Press – Seeman Henschel Verlag)ISBN 978-1-58093-204-2 )
- Años disco (2006, PowerHouse Books )ISBN 978-1-57687-325-0 )
- Diario exclusivo de Ron Galella (2004, Fotografía)ISBN 978-8888359137 )
- Las fotografías de Ron Galella: 1965-1989 (2001, Greybull Press)ISBN 978-0-9672366-6-7)
- Offguard: Una mirada paparazzi a la gente hermosa (1976, McGraw-Hill Book Company)ISBN 978-0-07-022733-0 )
- Jacqueline (1974, Sheed and Ward, Inc. )ISBN 978-0-8362-0573-2 )

## Exposiciones
Las fotografías de Galella se han exhibido en galerías de América del Norte y Europa.